# Tierprozess
Als Tierprozesse gelten Strafprozesse, bei denen Tiere angeklagt, verurteilt oder freigesprochen werden. Davon ausgenommen sind Prozesse gegen die mythische Figur des Werwolfs.

## Geschichte

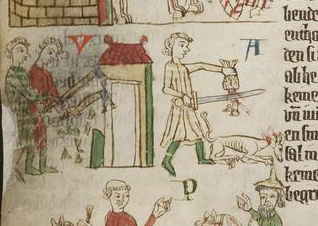
Sanktionen für Vergewaltigung (Heidelberger Sachsenspiegel, 12 verso)

Schon in den Mosaischen Gesetzen des Alten Testaments finden sich Stellen, bei denen Tiere bestimmte Strafen drohen. Demnach wurde ein Ochse, der einen Menschen tötete, zum Tode durch Steinigung verurteilt. Hatte der Ochse aber schon vorher Menschen angegriffen, musste auch sein Halter sterben. Im Avesta (5. Jh.) galt ein tollwütiger Hund, ebenso wie sein Herr, als straffällig. Das Strafmaß sah vor, dass dem Hund nach dem ersten Vergehen das rechte Ohr abgetrennt wurde, nach dem zweiten das linke Ohr, bei weiterer Rückfälligkeit Schwanz und Beine. Im Römischen Reich wurde alljährlich bei einer feierlichen „Gerichtsprozession“ ein Hund zum Kapitol geführt und gekreuzigt. In der jüdischen Tradition galt die Bestrafung von Tieren als religiöser Akt, während im christlichen Mittelalter die weltliche Justiz richtete.
Ab dem 14. bis ins 17. Jahrhundert gab es gerichtliche Prozesse gegen Tiere, etwa gegen verwilderte Schweine, die Kinder angegriffen hätten, Hunde, Wölfe, Rinder oder Pferde, die sonst wie Schaden anrichteten. Sie konnten bei einer Verurteilung gehenkt, verbrannt, ertränkt, erwürgt oder lebendig begraben werden. Aber auch ein kirchliches Vorgehen mit Bann gegen massenhaft auftretende Schadinsekten wie Maikäfer war möglich, da diese – wie Sturm und Hagel – als teuflischer Versuch gewertet wurden, den Menschen zu schaden. Manchmal, wie in Bern 1478, klagten die Bürger Maikäferlarven (Engerlinge) an und die Insekten erhielten tatsächlich einen Fürsprecher, der ihre Belange erklären sollte. Inwieweit man aber tatsächlich dachte, die Tiere hätten Verständnis für Anklage und Richterspruch, ist unklar.
Wurde eine Frau trotz Hilferufs vergewaltigt, empfahl der Sachsenspiegel, alle bei der Tat anwesenden Tiere zu töten, da deren „unterlassene Hilfeleistung“ als Indiz für den Einfluss des Teufels gesehen wurde. Der dämonische Einfluss des Täters konnte sich sogar auf den Ort der Tat und die Gegenstände dort festsetzen, weshalb das Haus, in dem ein solches Verbrechen geschah, abgerissen werden sollte. Dies galt auch für eine Burg, in der ein Verbannter Zuflucht gefunden hatte, besonders jedoch für Gegenstände, die als beseelt angesehen wurden, wie etwa Glocken. Wurde eine missbraucht, um etwa Aufständische herbeizurufen, so konnte sie als verdorben zerschlagen werden.
Hintergründe solcher Auffassungen waren unter anderen die europäische Rezession, verstärkte Häretikerverfolgungen, Inquisition, Integrierung des Offizialprozesses, Folter zur Wahrheitsfindung und die Ausweitung der Leibesstrafen. Seit dem 14. Jahrhundert waren es die Jagd auf Leprose, Juden und Hexen. Verstärkt wurden Tierprozesse in Frankreich geführt; auch in England und im Heiligen Römischen Reich fand eine Vielzahl von Prozessen statt. Weitere Länder waren zum Beispiel Italien, die Niederlande oder die Schweiz. In der frühen Neuzeit liefen sie parallel zu den Hexenprozessen. Die Anzahl der Opfer wird auf eine Zahl zwischen 150 und einigen Tausend Tieren geschätzt. Vielen blieb aus dieser Zeit ein schlechter Ruf, manche wurden auch mit Hexentum in Verbindung gebracht.

## Hinrichtungen von Tieren
Bei aggressiven Wölfen wurde oft angenommen, es handele sich um Menschen in Tiergestalt. Ein Beispiel ist der um 1685 gehängte Wolf von Ansbach.
Bei manchen Hinrichtungsarten fanden Tiere gemeinsam mit Menschen den Tod. Dies betrifft etwa die Judenstrafe (gemeinsam mit Hunden an den Füßen aufhängen) oder Strafen für Sodomie. Solche Vorgangsweisen dienten nicht nur zur Demütigung, sondern auch zur Verschärfung, da die Tiere den Menschen verletzten. Im Falle von Sodomie sollte mit dem Tier das Sakrileg aus der Welt geschafft werden und damit auch die Erinnerung an die Tat. Im letzteren Sinne ist wohl die altrömische Bestimmung zu verstehen, den Pflüger und die Ochsen Jupiter Terminus zu opfern, wenn diese einen Grenzstein umgepflügt hatten.

### Buch Exodus
Im Buch Exodus (Kapitel 19, Vers 12–13) spricht Gott zu Mose:
Darum zieh eine Grenze rings um das Volk und sage: Hütet euch, auf den Berg (Sinai) zu steigen oder auch nur sein Ende zu berühren! Jeder, der den Berg berührt, muss getötet werden. (13) Keine Hand darf ihn berühren, denn sonst muss er gesteinigt oder erschossen werden; ob Tier oder Mensch, er darf nicht am Leben bleiben. (2 Mos 19,12–13 )
Falls ein Rind den Tod eines Menschen verschuldet, ist in Kapitel 21, Vers 28–32 bestimmt:
Wenn ein Rind einen Mann oder eine Frau stößt, so dass sie sterben, dann muss das Rind gesteinigt werden, und sein Fleisch darf nicht gegessen werden; aber der Besitzer des Rindes soll straffrei bleiben. Falls jedoch das Rind schon vorher stößig war, und sein Besitzer ist gewarnt worden, hat es aber nicht verwahrt: Falls es dann einen Mann oder eine Frau tötet, soll das Rind gesteinigt und auch sein Besitzer getötet werden. Falls ihm aber ein Sühngeld auferlegt wird, so soll er als Lösegeld für sein Leben alles geben, was ihm auferlegt wird. Auch falls es einen Sohn oder eine Tochter stößt, soll mit ihm nach dieser Rechtsordnung verfahren werden. Falls das Rind einen Sklaven stößt, soll sein Besitzer ihrem Herrn dreißig Schekel Silber geben, das Rind aber soll gesteinigt werden. (2 Mos 21,28–32 )

## Kritik
Es ist nicht klar, ob Prozesse, in denen Tiere wie Personen und als Schuldige behandelt wurden, tatsächlich stattgefunden haben. Die Rechtshistorikerin Eva Schumann beispielsweise stellt klar: „Aus dem deutschsprachigen Raum sind keine Rechtsquellen aus dem Mittelalter überliefert, die Strafverfahren gegen Tiere mit anschließendem Strafurteil und öffentlicher Hinrichtung belegen [...].“ Auch der vermeintlich erste Fall eines Tierprozesses im mittelalterlichen Frankreich, die Verbrennung eines Schweins nahe Paris 1266 oder 1268, wurde inzwischen als wahrscheinlich auf einem Missverständnis der Primärquellen beruhend entlarvt.

Der Historiker Daniel Meßner weist zudem darauf hin, dass es keinerlei vorhergehende juristische Tradition für diese Prozesse gab, und dass im Gegenteil sogar Aussagen damaliger Herrscher überliefert sind, nach denen Tiere keine Schuld haben können, da sie keine vernunftbegabten Wesen seien. Als Hintergrund für die überlieferten Prozesse vermutet er Übungsaufgaben für angehende Juristen.
Dennoch seien die meisten Wissenschaftler überzeugt, dass Tierprozesse tatsächlich stattgefunden haben, so deutet Dr. Hirte auf die Fülle an Quellen. Tierprozesse als Gedankenspiele oder Parodien seien somit äußerst unwahrscheinlich.